# Mike Varajon
Mike Joseph Varajon (* 12. Juli 1964 in Detroit, Michigan) ist ein ehemaliger US-amerikanischer American-Football-Spieler. Er spielte eine Saison auf der Position des Runningbacks für die San Francisco 49ers in der National Football League (NFL).

## College
Varajon besuchte zwischen 1983 und 1986 die University of Toledo, wo er für die Toledo Rockets College Football spielte. In seiner zweiten Saison spielte er in sechs Spielen und konnte 35 Yards in sieben Läufen erzielen. In seiner letzten Saison erzielte Varajon 214 Yards in 45 Läufen.

## NFL
Nachdem Varajon im NFL Draft 1987 nicht ausgewählt wurde, verpflichteten ihn die Tampa Bay Buccaneers. Am 31. August 1987 wurde er entlassen. Im Anschluss verpflichteten ihn die San Francisco 49ers als Ersatzspieler während des Streiks 1987. Mit ihnen gewann er alle drei Spiele. Er wurde nach dem Ende des Streiks im Kader behalten. Am 28. Oktober 1987 wurde er auf der Injured Reserve List platziert. Am 16. Dezember 1987 wurde er entlassen und daraufhin von den New York Giants verpflichtet. Am 15. August 1988 wurde er auf der Injured Reserve List platziert und einen Tag später entlassen.